# Eissalabra
Eissalabra (en francès Chalabre) és un municipi francès situat al departament de l'Aude i a la regió d'Occitània.